# Eprint
Eprint ou e-print é uma versão digital de um documento de pesquisa científica, normalmente um artigo para jornal, livro, ou tese. Eles podem ser disponibilizados via Internet de uma instituição ou numa biblioteca digital.
Materiais digitais que não sejam voltados à pesquisa científica são comumente chamados de e-books.